# Ellerbe, North Carolina
Ellerbe, North Carolina (енгл. Ellerbe) град је у америчкој савезној држави Северна Каролина.

## Демографија
По попису из 2010. године број становника је 1.054, што је 33 (3,2%) становника више него 2000. године.
| Група             | 2000.       | 2010.       |
| Белци             | 463 (45,3%) | 491 (46,6%) |
| Афроамериканци    | 471 (46,1%) | 412 (39,1%) |
| Азијати           | 1 (0,1%)    | 5 (0,5%)    |
| Хиспаноамериканци | 86 (8,4%)   | 117 (11,1%) |
| Укупно            | 1.021       | 1.054       |